# Theope comosa
Espèce
Theope comosa est une espèce d'insectes lépidoptères appartenant à la famille  des Riodinidae et au genre Theope.

## Taxonomie
Theope comosa a été décrit par Hans Ferdinand Emil Julius Stichel en 1911.

## Description
Theope comosa est un papillon aux ailes antérieures à l'apex anguleux, bleu vif bordé de noir. Aux ailes antérieures, les larges bordures costale et externe noires ne laissent qu'une plage bleue en large bande le long du bord interne alors que les ailes postérieures sont bleues avec une bordure marron le long du bord costal.
Le revers est ocre foncé avec un ocelle bien visible et deux plus petits en ligne submarginale en position anale.

## Écologie et distribution
Theope comosa est présent au Pérou.

### Protection
Pas de statut de protection particulier.